# Río Bolshaya Marka
El río Bolshaya Marka (en ruso: Болшая Марка) es un río del Gran Cáucaso en el distrito de Zelenchuk de la república de Karacháyevo-Cherkesia del sur de Rusia. Es un afluente del río Marka y éste del Aksaút, uno de los componentes del Mali Zelenchuk, que desemboca en el río Kubán.

## Curso
Nace en los lagos de los glaciares de la vertiente norte de los montes Málaya Marka y Azguek, el curso del río se precipita ladera abajo por 2.5 km en dirección predominantemente noroeste hasta su desembocadura en la orilla derecha del Marka en su curso bajo, muy cerca de la confluencia de éste en el Aksaút.